# Ferizli
Ferizli ist eine Stadtgemeinde (Belediye) im gleichnamigen Ilçe (Landkreis) der Provinz Sakarya und gleichzeitig ein Stadtbezirk der 2000 geschaffenen Büyüksehir belediyesi Sakarya (Großstadtgemeinde/Metropolprovinz) in der Türkei. Seit der Gebietsreform 2013 ist die Gemeinde flächen- und einwohnermäßig identisch mit dem Landkreis. Der Ort liegt etwa 20 Kilometer nördlich des Zentrums der „alten“ Provinzhauptstadt Adapazarı.
Der Landkreis liegt im Norden der Provinz. Er grenzt im Westen an Kaynarca, im Nordosten an Karasu, im Osten an Hendek und im Süden an Söğütlü. Die Stadt und den Landkreis durchquert die Fernstraße D-650, die von Antalya am Mittelmeer über Burdur, Afyonkarahisar und Kütahya kommend bis nach Karasu am Schwarzen Meer verläuft. Nördlich der Kreisstadt fließt der Fluss Sakarya, der weiter nördlich ins Schwarze Meer mündet. In dem flachen Landkreis gibt es keine nennenswerten Erhebungen, im Norden liegt an der Grenze zu Karasu der See Akgöl.
Der im hauptstädtischen Zentralkreis (Merkez Ilçe) bestehende Bucak Söğütlü wurde 1990 durch das Gesetz Nr. 3644 aufgelöst und bildete zusammen mit vier weiteren Dörfern des Zentralkreises die beiden neuen Kreise Söğütlü und Ferizli. Ferizli bestand seit 1990 aus der gleichnamigen Belediye (als Bucak Merkezi, also dem Verwaltungssitz), der Belediye Gölkent und 14 Dörfern.
(Bis) Ende 2012 bestand der Landkreis neben der Kreisstadt aus den beiden Belediye Gölkent und Sinanoğlu sowie 15 Dörfern (Köy), die während der Verwaltungsreform 2013 in Mahalle (Stadtviertel, Ortsteile) überführt wurden, die sieben existierenden Mahalle der Kreisstadt blieben erhalten. Den Mahalle steht ein Muhtar als oberster Beamter vor.
Ende 2020 lebten durchschnittlich 1.142 Menschen in jedem dieser 23 Mahalle, 5.889 Einw. im bevölkerungsreichsten (İnönü Mah.).